# Music for Nations
Music for Nations est un label discographique britannique de metal, basé à Londres, en Angleterre.

## Histoire
Lancé en 1983 par Martin Hooker, Music for Nations devient rapidement un des labels indépendants les plus importants de la scène rock et metal, en particulier grâce à la distribution sur le marché européen de groupes américains comme Metallica, Slayer ou Megadeth. Le label signe aussi directement des formations comme Paradise Lost, Opeth, Anathema, Cradle of Filth ou encore Testament.
Music for Nations possède aussi les sous-labels Under One Flag et Rough Justice.
Victime de la crise du disque, le label ferme ses portes en 2004. Son catalogue est transféré à sa maison mère Zomba Label Group. En décembre 2011 The End Records signe la distribution de cinquante albums de ce catalogue.
En février 2015, Sony annonce la réouverture du label.
En octobre 2017, MFN signe deux nouveaux venus, le groupe de metalcore Bury Tomorrow et le groupe d'ambient rock Blanket. En juin 2018, le groupe américain de metalcore Killswitch Engage rejoint la liste britannique de MFN ; le prochain album du groupe sera commercialisé par Metal Blade Records aux États-Unis, et à l'international par Columbia/Sony.

## Groupes et artistes
- Acid Drinkers (1990–1992) (sous Under One Flag)
- Agent Steel
- Alaska
- Amplifier
- Anathema
- Anthem
- Anthrax
- Apes, Pigs and Spacemen
- Apocalypse
- Astroid Boys (Under One Flag)
- Baby Tuckoo
- Battleaxe
- Bury Tomorrow
- The Beyond
- Candlemass
- Chrome Molly
- Cradle of Filth
- Creation of Death (1991–1992) (sous Under One Flag)
- Darkmoon
- Dispatched
- Dead Potatoes (2003–2006)
- Dearly Beheaded (1995–1998)
- Dragon (1990–1991) (sous Under One Flag)
- Drive She Said
- Earthshaker
- Entombed
- Exciter
- Exodus
- The Exploited (Rough Justice)
- Freak of Nature
- Godflesh
- Hed PE
- Hellion
- Helstar
- Hot Milk
- InMe
- Killswitch Engage
- Juster
- Legs Diamond
- Lost Horizon
- Loudness
- Lowfive
- Manowar
- Eric Martin
- Meanstreak
- Megadeth
- Mercyful Fate
- Metallica
- Mike Tramp
- Milk Teeth
- Mindfunk
- Nightshade
- Nuclear Assault
- Onslaught
- Opeth
- Paradise Lost
- Simon Phillips
- Porcupine Tree (depuis 2021)
- Q5
- Ratt
- Rio
- The Rods
- Rogue Male
- Rox
- Sarcófago (1985–1986)
- Savatage
- Sirrah (1995–1999)
- Spiritual Beggars
- Jack Starr
- SugarComa (2001–2003)
- Sugarcreek
- Suicide Squad
- Surgin
- Tank
- Testament
- Thrasher
- Tigertailz (1990–2005)
- TKO
- Tyketto
- Turbo (1990–1991) (sous Under One Flag)
- Robin Trower
- Twelfth Night
- Tygers of Pan Tang
- Venom (1989–1992) (sous Under One Flag)
- Virgin Steele
- W.A.S.P.
- Wolf Spider (1990–1991) (sous Under One Flag)
- Waysted
- Wendy O. Williams
- XisLoaded